# Tjagataikhanatet

Tjagataikhanate och dess grannar på sent 1200-tal.

Tjagataikhanatet (mongoliska: Цагаадайн Хаант Улс, Tsagadajn Chaant Uls) var en av de fyra viktigaste och största khanaten i Mongolväldet. Det varade från 1226 till 1370, och dess territorium motsvarade Khwarezm och Kara-Khitans områden. Därmed sträckte det sig över stora ytor utan naturliga gränser och utan enade kulturella traditioner. Detta motsvarar ungefär dagens Uzbekistan, Kirgizistan, Tadzjikistan, södra Kazakstan, västra Xinjiang (i Kina) och östra Afghanistan.

## Historik
Området kom under mongoliskt styre efter den mongoliska invasionen av Khwarezm (1219–1221), och år 1226 blev Tjagatai (Djingis khans andra son) khan över regionen som då var en del i Mongolväldet. Tjagataikhanatet etablerades efter att Möngke khan tagit makten över Mongolväldet 1251. Från dess att Khubilai khan år 1260 blev khan över Mongolväldet styrdes Tjagataikhanatet – liksom de andra khanaten – helt fristående som separata riken. De erkände dock Kublai Khan som khan över det samlade mongolväldet. Efter Kublai Khans död 1294 blev Tjagataikhanatet liksom Yuandynastin, Ilkhanatet och Gyllene horden helt fristående och oberoende riken.
Tjagataikhanatet var nästan helt omringat av de tre andra mongoliska khanaten: Yuandynastin, Gyllene horden och Ilkhanatet. Eftersom riket inte kunde expandera vändes alla problem inåt, något som ledde till flera politiska inbördeskrig. Instabilitet plågade därför regionen under långa tider. Ättlingar till Tjagatai khan kämpade hårt utan större resultat för att området skulle återfå sitt tidigare välstånd. Landets centrala position utefter Sidenvägen gav dock landet bra möjligheter att ta ut handelstullar. Den enda riktningen som riket kunde expandera var mot Afghanistan och vidare mot Indien. På 1290-talet erövrade Tjagataikhanatet östra Afghanistan. Från Afghanistan gjordes mellan 1303 och 1306 ett flertal misslyckade försök att även erövra Indien.
På 1330-talet konverterade de styrande mongoliska ättlingarna till islam, precis som tidigare även hänt i Gyllene horden och Ilkhanatet, och därmed var alla mongoler utanför Yuandynastin muslimer. I samband med att styret i Tjagataikhanatet blev muslimskt var också stora delar av de mongoliska elementen borta ut riket, vilket hädanefter kunde betraktas som en turkisk stat.
Under 1300-talet föll riket mer och mer sönder, orsakat av inre splittring. 1321 delades Tjagataikhanatet i två delar, där den västra delen – Transoxanien – styrdes från Samarkand och den östra delen – Dzungariet – styrdes från Kashgar. Tjagataikhanatet var bland annat hemregion för turk-mongolen Timur Lenk, som föddes där på 1330-talet. Under slutet av 1300-talet använde Timur Lenk Tjagataikhanatet som sin bas för sin ambition att bli världserövrare. Han legitimerade sitt agerande med att gifta sig med en ättling till Djingis khan (vilket gjorde hans son till äkta ättling till Djingis khan). Timur Lenk grundade Timuridernas imperium (1370–1506), erövrade både Persien och Irak samt invaderade Indien.
I dag lever folkslaget hazarerna, som även kallas hazaramongoler, i centrala Afghanistan. De anses ha rötter till Tjagatai khan.